# Catch the Moon
"Catch the Moon" är en låt från Stefan Anderssons debutalbum Emperor's Day, utgivet 1992. Låten, skriven av Andersson, gavs även ut som singel 1992. Den hamnade trea på listan över 1992 års Tracksmelodier i Sverige.
År 2005 togs en liveversion med på Stefan Andersons livealbum En främlings hus, som spelades in i Annedalskyrkan.
Andersson sade om låten att han från början hade skrivit vers, stick och refräng, men att hans bollplank inte tyckte att refrängen var bra och att den därför plockades bort.

## Listplaceringar
| Lista (1992) | Topplacering |
| ------------ | ------------ |
| Sverige      | 4            |